# Académie luxembourgeoise
L'Académie luxembourgeoise est une société savante et artistique fondée en 1934 sous statut d'asbl, à l'initiative d'Adrienne du Toict, épouse de Fernand Van den Corput, gouverneur de la province de Luxembourg. Le projet fut soutenu dès le début par quelques personnalités majeures de la région arlonaise telles Pierre Nothomb, Jean Hollenfeltz et Paul Reuter.
L'Académie luxembourgeoise est une réunion d'artistes et d'érudits de nationalité belge ayant par leur naissance, leur résidence ou leurs travaux des liens avec la province de Luxembourg.
Elle a pour but de créer entre ses membres une collaboration amicale, d'encourager des initiatives, de susciter ou de consacrer des talents, de récompenser des mérites ou des travaux, de favoriser tout ce qui peut contribuer à une meilleure connaissance et à l'honneur de la province de Luxembourg.
On remarque dans la version initiale des statuts que l’identité luxembourgeoise est fortement cultivée et valorisée. Trois catégories de membres effectifs apparaissent : artistes, écrivains, érudits ; un nombre maximum (39) de membres effectifs et un système d’élection sont fixés. La nomination de membres correspondants, belges ou hors pays, est prévue.
Dans la version actuelle des statuts, l’accent est mis sur la promotion culturelle en province, à la fois artistique, littéraire et scientifique, avec un intérêt prononcé pour l’histoire. Les membres correspondants n’existent plus. Les membres effectifs sont toujours un maximum de 39, cooptés au suffrage secret. Les membres démissionnaires peuvent être reconnus comme membre honoraires.
Les activités de l'Académie luxembourgeoise peuvent être regroupées comme suit :
- Conférences
- Expositions de peinture et de sculpture
- Colloques
- Attribution de prix
- Publication des Cahiers de l'Académie